# Felgueiras
Felgueiras este un oraș în Districtul Porto, Portugalia.